# Blakeius
Blakeius (лат.) — род ос-немок из подсемейства Myrmillinae.

## Распространение
Палеарктика. У самцов 13-члениковые усики, у самок — 12-члениковые. Самка осы пробирается в чужое гнездо и откладывает яйца на личинок хозяина, которыми кормятся их собственные личинки. В Европе 5 видов.

## Систематика
Относится к подсемейству Myrmillinae Bischoff, 1920.
В 2015 году ходе родовой ревизии род был разделён на три таксона.
- Blakeius bipunctatus (Latreille, 1792) (=Myrmilla bipunctatus) — Европа, Северная Африка, Азия.
- Blakeius cobosi (Suárez, 1958)
- Blakeius ortisi (Suárez, 1954)

Bimaculatilla Turrisi & Matteini Palmerini, 2015 
- Bimaculatilla invreai  (Suárez, 1958)
  - = Blakeius invreai (Suárez, 1958) (=Myrmilla invreai) — Европа, Марокко

Bidecoloratilla Turrisi & Matteini Palmerini, 2015
- Bidecoloratilla chiesi  (Spinola, 1839)
  - = Blakeius chiesii (Spinola, 1838)
- Bidecoloratilla iberica (Suárez, 1958)
- Bidecoloratilla leopoldina (Invrea, 1955)
  - = Blakeius leopoldinus (Invrea, 1955)
- Bidecoloratilla negrei (Suárez, 1958)